# 유병헌
유병헌(1964년 4월 17일~)은 대한민국의 자전거 경기 선수이다. 1988년 하계 올림픽에 대한민국 대표 선수로 참가했다.